# 結構節點
結構節點（Joints）是建築結構系統的主要元素之一。一般而言，構材會受限於生產或運送的最大尺寸，所以將兩個以上的固定體連結起來的構件稱為結構節點。同時因為節點種類選擇性大，有時為了增加結構韌性，或消減結構內力，也會刻意設計特殊結構節點。

## 節點種類
結構節點的位置大致位於結構支承點或接合點，接續的方式常見的有：
1. 滾接（roller joint）
2. 鉸接（hinge joint）
3. 剛接（fixed joint）

## 相關領域
- 建築結構系統
- 材料力學